# Jean Ross
Pour le médecin et homme politique canadien, voir Jean Auguste Ross.
Jean Iris Ross Cockburn (koʊbərn ; 7 mai 1911 - 27 avril 1973) est une journaliste, activiste politique et critique de cinéma britannique,,. Pendant la guerre civile espagnole (1936-1939), elle a été correspondante de guerre pour le Daily Express et aurait fait de la propagande pour le Komintern de Joseph Staline,,. Écrivaine de talent, Ross a travaillé comme critique de cinéma pour le Daily Worker ; ses critiques des premiers films soviétiques ont ensuite été décrites par les universitaires comme des manifestations ingénieuses de « sophisme dialectique »,. Tout au long de sa vie, elle a écrit des critiques politiques, des articles antifascistes et des manifestes socialistes pour un certain nombre d'organisations disparates telles que la British Workers' Film and Photo League. Elle était une fervente stalinienne et est restée membre à vie du Parti communiste de Grande-Bretagne,,.
Au cours de sa jeunesse itinérante dans la République de Weimar, Ross a été chanteuse de cabaret et actrice de cinéma en herbe à Berlin. Ses escapades ont inspiré l'héroïne du petit roman de Christopher Isherwood  de 1937, Sally Bowles (en), qui a ensuite été intégré dans son roman de 1939 Goodbye to Berlin (en),, une œuvre citée par les critiques littéraires comme capturant habilement le nihilisme hédoniste de l'Allemagne de Weimar et adaptée plus tard dans la comédie musicale Cabaret. Dans la nouvelle de 1937, Sally est une garçonne britannique qui travaille comme chanteuse au crépuscule de l'ère du jazz. Après une série de liaisons ratées, elle tombe enceinte et se fait avorter avec l'aide par le narrateur de la nouvelle. Isherwood a basé de nombreux détails sur des événements réels de la vie de Ross, y compris son avortement,,. Craignant une poursuite en diffamation, il a retardé la publication de l'ouvrage jusqu'à ce qu'il ait obtenu une permission explicite de celle-ci,,.
Durant le reste de sa vie, Ross a jugé que son association avec le caractère naïf et apolitique de Bowles avait occulté son travail en tant qu'écrivain professionnel et activiste politique,. Sa fille Sarah Caudwell, qui partageait cette conviction, écrivit plus tard un article de journal pour tenter de corriger les erreurs historiques et de dissiper les idées fausses sur sa mère. Selon Caudwell, « dans les transformations du roman pour la scène et le cinéma, la caractérisation de Sally est devenue progressivement plus grossière et moins subtile et les histoires sur « l'original » en conséquence plus colorées. ».
En plus d'avoir inspiré le personnage de Sally Bowles, Ross est créditée par l’Oxford Dictionary of National Biography et d'autres sources comme la muse du standard de jazz du parolier Eric Maschwitz (en) These Foolish Things (Remind Me of You), l'une des chansons d'amour les plus marquantes du XXe siècle,. Bien que l'ex-épouse de Maschwitz Hermione Gingold ait affirmé plus tard que la chanson avait été écrite pour elle ou pour l'actrice Anna May Wong, Maschwitz a contredit ces affirmations. Il a parlé au contraire des souvenirs d'un « jeune amour », et la plupart des chercheurs postulent que c'est sa liaison de jeunesse avec Ross qui a inspiré la chanson,.

## Jeunesse et éducation

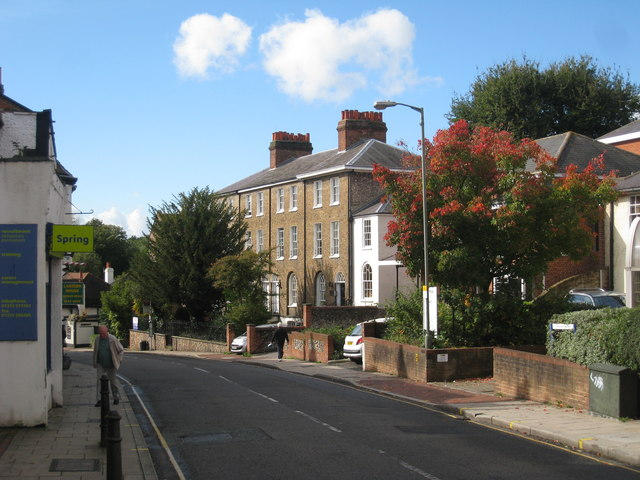
Après son enfance dans le protectorat britannique d'Égypte, Ross a fait ses études à Leatherhead Court, dans le Surrey.

Jean Ross a grandi dans le luxe à la Maison Ballassiano à Alexandrie, dans le protectorat britannique d'Égypte,,. Fille aînée de Charles Ross (1880-1938), un classificateur de coton écossais travaillant pour la Banque d'Égypte, elle a grandi avec ses quatre frères et sœurs dans une famille résolument libérale et anti-conservatrice,,.
Ross a fait ses études en Angleterre à Leatherhead Court, dans le Surrey. Élève inhabituellement intelligente, elle avait terminé le sixth form (en) à l'âge de 16 ans, s'ennuyait profondément et détestait l'école. Elle est entrée en rébellion ouverte lorsqu'on lui a appris qu'elle devait rester à l'école pendant un an supplémentaire pour répéter ses cours déjà terminés. Pour gagner sa liberté, elle a simulé une grossesse adolescente et a été convoquée devant la sévère directrice de l'école :
« Jean remembered standing by the fireplace, feeling the cold marble under her hand while she debated 'for the longest thirty seconds of my life' whether to tell the truth, which would have condemned her to remaining at the school, or lie and suffer the consequences. »
Elle a faussement insisté auprès de la directrice sur le fait qu'elle était enceinte et les maîtres d'école de Leatherhead Court l'ont enfermée dans un asile de fous voisin jusqu'à ce qu'un parent arrive et la récupère. Lorsqu'ils ont découvert que sa grossesse était simulée, Ross a été officiellement expulsée. Exaspérés par son comportement provocateur, ses parents l'ont envoyée à l'étranger au Pensionnat Mistral, une finishing school suisse d'élite  à Neuchâtel. Ross en a été expulsée ou s'en est enfuie.
Grâce à une allocation en fiducie fournie par son grand-père Charles Caudwell, qui était un riche industriel et propriétaire foncier, Ross retourna en Angleterre et s'inscrivit à la Royal Academy of Dramatic Art (RADA) de Londres. Après s'être appliquée avec diligence au cours de sa première année, elle a remporté un prix d'interprétation très convoité qui lui a donné l'opportunité de jouer le rôle principal dans n'importe quelle production de son choix. Lorsqu'elle a choisi le rôle difficile de Phèdre, elle a été informée que sa jeunesse l'empêchait de jouer un rôle aussi tragique, parce qu'elle n'avait pas l'expérience de vie requise. Blessée par ce refus, Ross quitta l'académie pour poursuivre une carrière cinématographique.
En 1930, à dix-neuf ans, Ross et sa camarade hongroise d'origine égyptienne Marika Rökk obtinrent des rôles cinématographiques comme houris dans un harem dans Why Sailors Leave Home (en) du réalisateur Monty Banks, une des premières  comédies sonores tournées à Londres. Le teint foncé de Ross et sa maîtrise partielle de l'arabe avaient été jugés appropriés pour le rôle. Déçues par leurs petits rôles, Rökk et elle ont entendu parler de nombreuses opportunités d'emploi pour les aspirants acteurs en République de Weimar et sont parties pour l'Europe centrale avec de grandes ambitions.

## Berlin

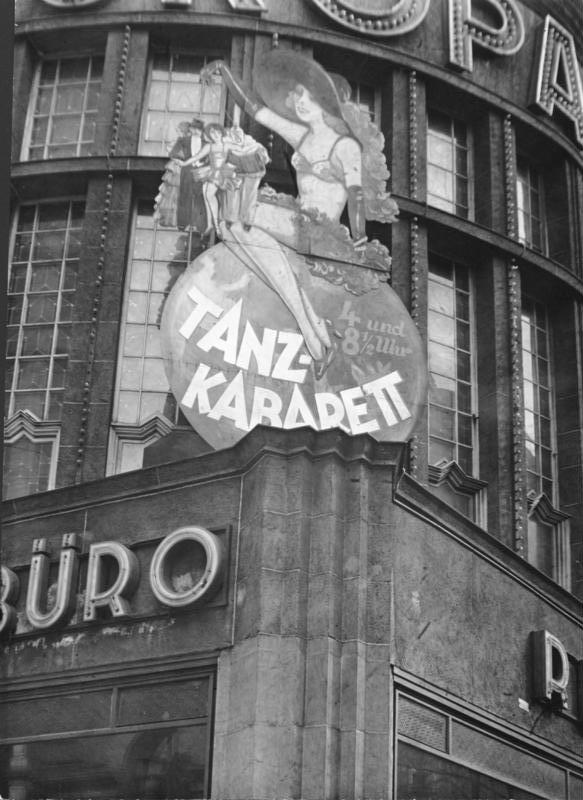
Ross a chanté dans de nombreux cabarets de Berlin à l'époque de la République de Weimar.

Le séjour de Ross en Europe centrale s'est avérée moins réussi qu'elle l'avait espéré. Incapable de trouver du travail d'actrice, elle a travaillé comme chanteuse dans une boîte de nuit, apparemment dans des bars lesbiens et des cabarets de second ordre. Lorsqu'elle ne chantait pas ou n'était pas mannequin, elle visitait souvent les bureaux de l'UFA, une société de production cinématographique allemande, dans l'espoir d'obtenir de petits rôles. Fin 1931, elle a obtenu un emploi de danseuse dans la production du metteur en scène Max Reinhardt des Contes d'Hoffmann d'Offenbach, et joué Anitra dans sa production de Peer Gynt,,.
Les Contes d'Hoffmann de Reinhardt ont été créés le 28 novembre 1931. Cette  production très attendue est considérée comme l'un des derniers grands triomphes de la scène théâtrale berlinoise avant l'ascension progressive du parti nazi. Ross et un danseur sont apparus ensemble comme un couple amoureux en arrière-plan et n'étaient visibles qu'en silhouette pendant la scène du palais vénitien du deuxième acte,. Plus tard, Ross a déclaré qu'elle et l'artiste masculin avaient profité de cette opportunité pour avoir des relations sexuelles à la vue d'un public sans méfiance,.

### Rencontre avec Isherwood
À la fin de 1931, Ross avait déménagé dans le quartier berlinois de Schöneberg, où elle partageait un modeste logement dans l'appartement de Fräulein Meta Thurau au 17 Nollendorfstraße avec l'écrivain anglais Christopher Isherwood, qu'elle avait rencontré en octobre 1930 ou au début de 1931, ,,,,. Isherwood, qui était apprenti romancier, était politiquement ambivalent quant à la montée du fascisme et avait déménagé à Berlin pour profiter des  prostitués mâles et des cabarets orgiaques de l'ère du Jazz dans cette ville,. Lors de leur première rencontre, Ross monopolisa la conversation et raconta ses dernières conquêtes sexuelles. À un moment donné, elle a sorti de son sac à main un diaphragme, qu'elle a agité face à un Isherwood sidéré. Ils devinrent rapidement des amis intimes,.
Bien que les relations de Ross avec Isherwood n'aient pas toujours été amicales, elle a rapidement rejoint les poètes plus politiquement conscients WH Auden et Stephen Spender dans le cercle social d'Isherwood,. Elle fut la seule femme de ce cercle d'écrivains homosexuels, qui la mythifièrent dans leurs mémoires respectifs. Parmi les connaissances d'Isherwood, Ross était considérée comme une libertine dépourvue d'inhibitions et il n'hésitait pas à recevoir des visiteurs à leur appartement alors qu'elle était nue ou à discuter de ses relations sexuelles,,,. Un portrait contemporain de Ross à 19 ans, apparaît dans Goodbye to Berlin (en) d'Isherwood lorsque le narrateur rencontre pour la première fois la « divinement décadente » Sally Bowles, :
« I noticed that her fingernails were painted emerald green, a colour unfortunately chosen, for it called attention to her hands, which were much stained by cigarette smoking and as dirty as a little girl's. She was dark ... Her face was long and thin, powdered dead white. She had very large brown eyes which should have been darker, to match her hair and the pencil she used for her eyebrows. »
« J'ai remarqué ses ongles qui étaient peints en vert émeraude, une couleur plutôt mal choisie, parce qu'elle attirait l'attention sur ses mains, qui étaient très tachées par la cigarette et aussi sales que celles d'une petite fille. Elle était sombre... Son visage était long et étroit, poudré très blanc. Elle avait de très grands yeux bruns qui auraient dû être plus sombres, pour aller avec ses cheveux et le pinceau qu'elle utilisait pour ses sourcils. »

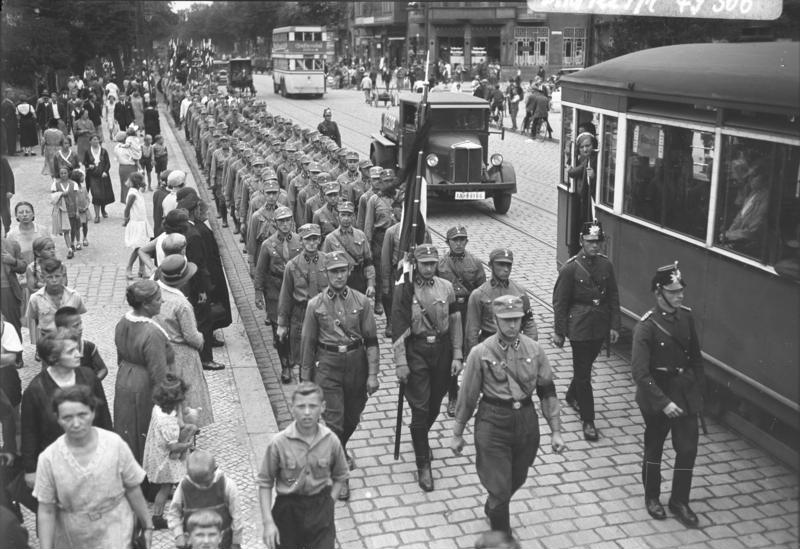
Un défilé de chemises brunes à Berlin en 1932. Au moment du départ de Ross et Isherwood la même année, de tels défilés étaient devenus monnaie courante.

Isherwood a aussi décrit la jeune Ross comme ressemblant physiquement à Merle Oberon, mais a déclaré que son visage avait naturellement un humour sardonique semblable à celui de la comédienne Beatrice Lillie. Leur appartement délabré de la Nollendorfstraße se trouvait dans un quartier ouvrier proche  des enclaves radicales, des activités subversives et de la vie homosexuelle nocturne de Berlin,. Le jour, Ross était mannequin pour des magazines populaires et la nuit, elle chantait dans les cabarets voisins le long du Kurfürstendamm, un quartier chaud désigné pour une future destruction par Joseph Goebbels dans son journal de 1928,. Ces cabarets seront fermés par les Chemises brunes lorsque le parti nazi prendra le pouvoir au début de 1933. Isherwood a visité ces boîtes de nuit pour entendre Ross chanter ; il a décrit plus tard sa voix comme médiocre, mais efficace :
« She had a surprisingly deep, husky voice. She sang badly, without any expression, her hands hanging down at her sides—yet her performance was, in its own way, effective because of her startling appearance and her air of not caring a curse of what people thought of her. »
« Elle avait une voix étonnamment grave et rauque. Elle chantait mal, sans aucune expression, ses mains pendantes à ses côtés — pourtant sa prestation était efficace, à sa manière, à cause de son allure surprenante et de son air de se moquer de ce que les gens pensaient d'elle. »
Ross sera plus tard immortalisée comme « une hoyden anglaise douce-amère » nommée Sally Bowles (en) dans la nouvelle  d'Isherwood de 1937 et dans son roman de 1939 Goodbye to Berlin (en),,. En compagnie d'Isherwood, Ross a été présenté à Paul Bowles, un écrivain américain bisexuel acclamé plus tard pour son roman postcolonial Un thé au Sahara,. Cette rencontre entre Ross et Paul Bowles a impressionné Isherwood, qui a ensuite utilisé son nom de famille pour le personnage de Sally Bowles basé sur Ross,. Isherwood a déclaré que Ross était « plus essentiellement britannique que Sally ; elle grommelait comme une vraie Anglaise, en souriant pour prendre sur elle. Et elle était plus dure. ».

### Avortement

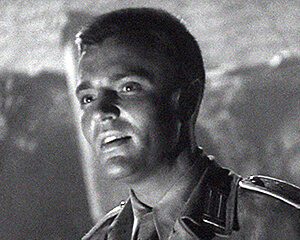
Peter van Eyck dans Les Cinq Secrets du désert (1943). Sa relation de 1931 avec Ross — et l'avortement de celle-ci — sont la base de la nouvelle d'Isherwood de 1937 Sally Bowles.

Même si Isherwood avait parfois des relations sexuelles avec des femmes, Ross (contrairement au personnage de Sally) n'essaya jamais de le séduire bien qu'ils soient parfois forcés de partager un lit quand leur appartement était bondé,. Au lieu de cela, Isherwood s'engagea dans une relation homosexuelle avec un jeune prolétaire allemand du nom d'Heinz Neddermeyer, et Ross multiplia les liaisons hétérosexuelles, notamment avec le musicien Götz von Eick,,, devenu plus tard acteur sous le nom de scène de Peter van Eyck, et future star du Salaire de la peur d'Henri-Georges Clouzot,,. Certains biographes pensent que van Eyck était juif,, d'autres affirment qu'il descendait d'une riche famille d'aristocrates prusses de Poméranie,. À ce titre, il aurait dû embrasser la carrière militaire, mais il s'était intéressé au jazz dans sa jeunesse et faisait des études musicales à Berlin,.
Van Eyck rencontra Ross à 19 ans, à un moment où il jouait souvent du piano dans les cabarets. Durant leur relation, ou peu après, Ross découvrit qu'elle était enceinte,,. Pour faciliter son avortement, Isherwood eut la gentillesse de s'en prétendre le responsable,,. Ross faillit mourir durant l'opération, par négligence du docteur. Isherwood lui rendit visite à l'hôpital, où il fut victime du mépris du personnel pour l'avoir forcée sans scrupule à un avortement presque fatal. Ces événements tragi-comiques lui ont plus tard inspiré sa nouvelle de 1937 Sally Bowles (en), dont il constituent le point culminant,,.

### Départ d'Allemagne
Pendant que Ross se remettait de son avortement, la situation de la République de Weimar se dégradait rapidement, avec la montée du parti nazi. Sous l'effet de la Grande Dépression, en 1932 l'Allemagne était en proie à la récession, avec des millions de chômeurs. Presque tous les Allemands qu'ils rencontraient « étaient pauvres, vivant au jour le jour avec très peu d'argent ». Les habitants de Berlin subissaient « la pauvreté, le chômage, des manifestations et des combats de rue entre les forces de l'extrême-droite et de l'extrême-gauche. »
À mesure que le climat politique se détériorait, Ross, Isherwood, Spender et les autres réalisèrent qu'ils devaient quitter l'Allemagne. « On sentait une atmosphère d'apocalypse dans les rues de Berlin » se rappelait Spender. Aux élections législatives de juillet 1932, les Nazis obtinrent la majorité au Reichstag et en août Ross quitta le pays pour le sud de l'Angleterre,. Isherwood choisit de rester sur place par attachement à son ami Heinz Neddermeyer. Cependant, après la nomination d'Adolf Hitler comme Chancelier du Reich le 30 janvier 1933, il se rendit compte que son séjour devenait périlleux. Il déclara à un ami : « Adolf, avec sa moustache noire rectangulaire, est venu pour rester et a amené tous ses amis... Les Nazis vont être enrôlés comme « police auxiliaire », ce qui veut dire que non seulement on va être assassiné, mais qu'il est illégal d'essayer de résister. » Deux semaines après qu'Hitler ait proclamé la loi des pleins pouvoirs, Isherwood quitta l'Allemagne : il était de retour en Angleterre le 5 avril 1933.
Ross et Isherwood ne purent pas revenir à Berlin. La plupart des habitués des cabarets devenus leurs amis s'enfuirent plus tard ou moururent dans des camps de concentration,,,,.

## Activités à Londres

### Adhésion au parti communiste
Après son retour dans le Sud de l'Angleterre, Ross a séjourné à Chelsea à Cheyne Walk et continué à fréquenter Isherwood et son cercle d'amis. Elle a aussi commencé à se rapprocher d'activistes de gauche « qui étaient pleins d'humour mais résolus, sexuellement permissifs mais politiquement dogmatiques ». Durant cette période, elle a rencontré le journaliste anglo-écossais Claud Cockburn, cousin éloigné des écrivains Alec et Evelyn Waugh.
Ils se rencontraient au Café Royal (en),. Apparemment, Cockburn remit un soir un chèque à Ross, mais, peut-être à la réflexion, il lui téléphona le matin suivant pour l'avertir qu'il était sans provision. Malgré ce « présage de non-fiabilité » et « le fait que Cockburn avait déjà été marié avec une Américaine (en) qu'il avait quitté quand elle était tombée enceinte », Ross se lança dans une liaison avec lui. Une nuit, Cockburn lui expliqua la théorie économique marxiste. Cockburn a déclaré ensuite qu'il l'avait persuadée de devenir une journaliste de gauche et lui avait obtenu un emploi au Daily Worker,.
Sous l'influence de Cockburn, Ross est devenue membre du Parti communiste de Grande-Bretagne (CPGB) sous le mandat du secrétaire général Harry Pollitt. Elle est devenue une activiste et restée une membre fidèle du parti jusqu'à sa mort. Dans le même temps, elle continuait sa carrière d'aspirante actrice, apparaissant dans des spectacles du Gate Theatre Studio (en) mis en scène par Peter Godfrey et, par manque d'argent, posant avec les dernières créations du couturier parisien Jean Patou dans le magazine Tatler. Il est possible, quoique douteux, qu'elle ait obtenu un petit rôle dans le film de Paramount Studios de 1935 La Dernière Rumba.

### Isherwood et Viertel

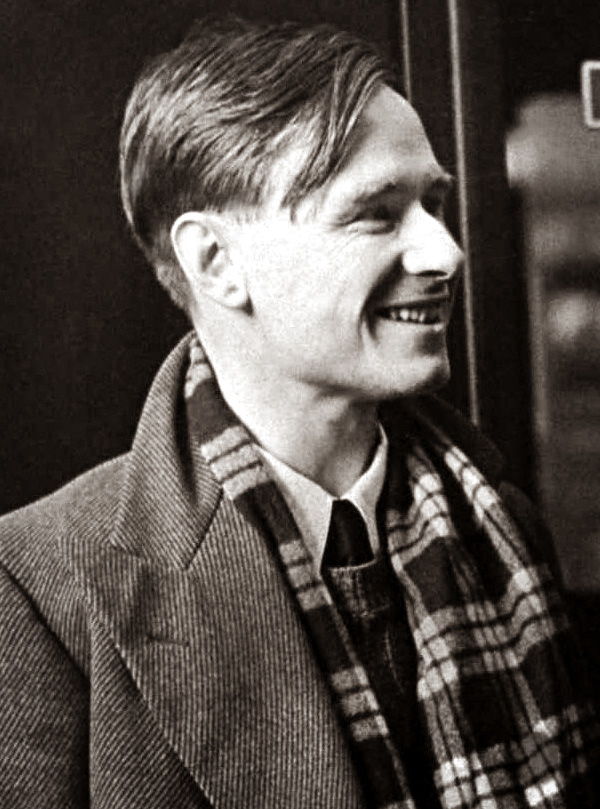
Christopher Isherwood en 1938. Ross s'arrangea pour le faire engager par le metteur en scène Berthold Viertel, ce qui lança sa carrière de scénariste.

En Angleterre, les contacts de Ross dans l'industrie cinématographique britanniques s'avérèrent cruciaux pour le carrière d'Isherwood. Ross n'avait passé que 18 mois à Berlin mais était devenue assez à l'aise en allemand pour obtenir du travail comme scénariste bilingue pour les metteurs en scène austro-allemands qui avaient fui le régime nazi. Un des Autrichiens était Berthold Viertel, qui devint son ami,.
À cette époque, les traducteurs étaient avidement recherchés dans l'industrie cinématographique pour faciliter les productions des metteurs en scène austro-allemands travaillant maintenant au Royaume-Uni. Ross, qui savait qu'Isherwood vivait dans la pauvreté, persuada Viertel de l'engager comme traducteur. En échange, elle lui demanda de lui donner la moitié du salaire de sa première semaine de travail. Après avoir obtenu le poste, Isherwood a renié ou oublié cet accord, incident qui aurait pu avoir contribué à la dégradation de leur amitié. Viertel et Isherwood travaillèrent bientôt à un film qui devint Little Friend (en) (1934) ; cette collaboration lança la longue carrière de scénariste d'Isherwood à Hollywood.
En 1933, Isherwood rédigea l'ébauche d'un récit au sujet de l'avortement de Ross à Berlin, qui devait devenir en 1937 sa nouvelle Sally Bowles (en). Insatisfait de sa structure et de sa qualité, Isherwood réécrivit le manuscrit au cours des années suivantes, avant de l'envoyer finalement à l'éditeur John Lehmann pour sa nouvelle revue littéraire, New Writing (en),. Quand il informa Lehmann que son récit était basé sur des faits réels, celui-ci s'inquiéta, puisqu'il était centré sur l'avortement de Rosss,. Lehmann craignait que celle-ci les attaque tous deux en diffamation si le récit était publié,.
Anxieux d'éviter une poursuite en diffamation, Isherwood implora Ross de lui donner la permission de publier son récit. La réticence de Ross en retarda la publication. L'avortement étant un sujet sensible dans l'Angleterre des années 1930 et pouvait être punie d'emprisonnement à vie, Ross craignait que le récit à peine déguisé de son style de vie et de son avortement à Berlin ne dégrade encore plus ses relations déjà tendues avec sa famille soucieuse de son statut.
Pour emporter son adhésion, Isherwood lui dit qu'il avait de graves difficultés financières. Ross, qui manquait elle-même souvent d'argent, sympathisait avec tous ses amis dans la même situation. Elle fit donc la faveur à Isherwood de lever ses objections à la publication de Sally Bowles (en),, qui parut alors chez Hogarth Press. Elle regretta sa décision après l'énorme succès de la nouvelle, jugeant qu'elle avait définitivement terni sa réputation. Désormais profondément dévouée à la cause socialiste, elle remarqua que ce récit l'avait desservie « parmi ceux de ses camarades qui avaient compris qu'elle était le modèle de Sally Bowles. »

### Ligue des travailleurs et détournement de fonds
Vers 1934 et 1935, Ross écrivit un manifeste pour la brève British Workers' Film and Photo League (BWFPL) et fut sa secrétaire générale. Comme pour son équivalent fondé en 1930 aux États-Unis, la Workers Film and Photo League (en), le principal objectif de la BWFPL était de lancer une contre-offensive culturelle contre les films « bourgeois » et « nauséeux » produits dans les sociétés capitalistes comme les aux États-Unis et le Royaume-Uni,. L'organisation cherchait à diffuser des « films [anticapitalistes et] révolutionnaires auprès des organisations de travailleurs à travers le pays, ». Malgré son personnel et ses moyens limités, la BWFPL produisit des actualités cinématographiques, donna des séminaires de critique de film prolétarienne, organisa des manifestations contre des « films réactionnaires » et projeta les derniers succès soviétiques à des cinéphiles sympathisants  . Parmi les films souvent diffusés, on compte Tempête sur l'Asie (1928), Octobre (1928), Le Chemin de la vie (1931) et L'Express bleu (1929).
Pendant le secrétariat général de Ross, la BWFLP a été étroitement associée à l'Association internationale des amis de l'Union soviétique, à laquelle elle a souvent sous-loué ses bureaux. Après sa démission du secrétariat général, Ross resta membre de la BWFPL et aida à produire le court-métrage Defence of Britain en mars 1936. Utilisant les ressources de sa famille, elle donna une somme considérable à la jeune organisation en février 1936. Cependant un autre membre du nom d'Ivan Seruya en détourna la plus grande partie pour sa propre entreprise, International Sound Films. Cet incident et le manque de fonds qui en résulta contribuèrent au manque de progrès de la BWFLP et à sa disparition en 1938.

### Critique de cinéma pour leDaily Worker

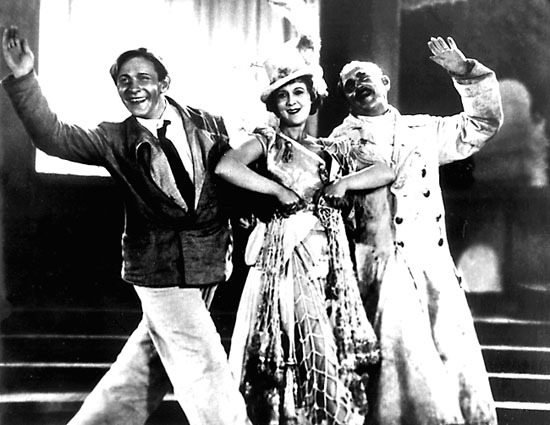
Ross s'est principalement consacrée au premier cinéma soviétique. Ses critiques de ces films, comme Joyeux Garçons (ci-dessus), ont été appréciées des années après sa mort.

De 1935 à 1936, Ross travailla comme critique de cinéma pour le journal communiste  Daily Worker, sous le nom de plume de Peter Porcupine,,,,, sans doute emprunté en hommage au pamphlétaire radical William Cobbett (1763-1835). L'intérêt de Ross pour la critique de films remonterait à son séjour à Berlin, où elle allait souvent au cinéma avec Isherwood, Auden et Spender. Selon ce dernier, les quatre amis ont vu ensemble des films comme Le Cabinet du docteur Caligari  de Robert Wiene, Metropolis de Fritz Lang et L'Ange bleu de Josef von Sternberg. Ils appréciaient particulièrement les « films prolétariens héroïques » comme La Tragédie de la mine de Pabst et « les films russes où la photographie créait des images poétiques du travail et de l'industrie », ce qui est manifeste dans Octobre et Le Cuirassé Potemkine,. Son confrère critique Dwight Macdonald a décrit cette période comme à cheval sur l'âge d'or et l'âge de fer du cinéma soviétique :
« Those were the years when one went to the 'little' movie houses which showed Russian films as one might visit a cathedral or museum—reverently, expectantly. One joined a congregation of avant-garde illuminati, sharing an exhilarating consciousness of experiencing a new art form—many, including myself, felt it was the great modern art. In the darkened auditorium, one came into contact with the twentieth century. »
« C'étaient les années où on allait dans les « petits » cinémas qui passaient des films russes comme on aurait visité une cathédrale ou un musée — avec respect et espérance. On rejoignait une congrégation d'initiés d'avant-garde qui partageaient la conscience exaltante de faire l'expérience d'une nouvelle forme d'art — beaucoup, dont moi, pensaient que c'était le sommet de l'art moderne. Dans la salle obscure, on entrait en contact avec le XXe siècle. »
Dans sa critique cinématographique, Ross insistait sur le fait que « les travailleurs de l'Union soviétique [avaient] apporté au monde » de nouvelles variations de cette forme artistique avec « la force, la vitalité et la liberté électrisantes de la classe laborieuse victorieuse ». Ses compte-rendus ont ensuite été décrits par les universitaires comme des manifestations ingénieuses de « sophisme dialectique ».

### Début de la guerre d'Espagne
À la mi-septembre 1936, durant la première année de la guerre d'Espagne, Ross aurait rencontré dans un pub le poète communiste anglais John Cornford (en) en compagnie de son ami John Sommerfield (en),,. Premier volontaire anglais à s'engager contre les forces de Franco, Cornford venait de revenir du front de l'Aragon, où il avait servi dans les rangs du POUM près de Saragosse et combattu dans les premières batailles près de Perdiguera et Huesca,. Il était de retour en Angleterre pour recruter des volontaires pour combattre les fascistes en Espagne,.
Après cette première rencontre, une échauffourée manqua d'avoir lieu dans le pub, où un ancien volontaire fasciste du National Corporate Party (en) irlandais et de la Légion Saint-Patrick faillit en venir au main avec Cornford au sujet de la guerre. Après avoir quitté les lieux, Cornford et Ross allèrent dîner Charlotte Street (en) chez Bertorelli, dans le quartier de Fitzrovia, où Ross impressionna Cornford par sa connaissance de la situation politique en Espagne, en Angleterre et en Allemagne. À la fin de la soirée, ils avaient commencé une liaison,,.
Cornford s'est peut-être installé chez Ross dans les semaines suivantes, pendant qu'il recrutait des volontaires pour repartir « en masse » avec lui en Espagne. Durant cette période, Cornford publia son premier recueil de poèmes et travailla à une traduction de Lysistrata,. Si une telle relation a eu lieu, elle ne devait pas durer, du fait de leur volonté commune de combattre Franco en Espagne.

## Correspondante de guerre

### Arrivée en Espagne
En septembre 1936, Ross arriva en Espagne en compagnie de Claud Cockburn ou séparément. À cette date, Cornford était de retour dans le pays avec 21 volontaire britanniques pour combattre les fascistes et était devenu de facto le représentant du contingent britannique des Brigades internationales,. Servant dans une unité de mitrailleuses, il combattit durant la Bataille de Madrid en novembre et décembre 1936. Au cours de la bataille pour la cité universitaire de la ville, il fut blessé par un obus anti-aérien. Malgré ses blessures, il combattit encore avec les volontaires anglophones de la XIVe brigade internationale et fut tué à Lopera, près de Cordoue, le 27 ou le 28 décembre,.
À l'annonce de sa mort, Ross fut dévastée ; elle aurait essayé de se tuer elle-même avec des somnifères. Plusieurs décennies plus tard, elle a confié à  John Sommerfield (en) dans une conversation personnelle que Cornford « était le seul homme qu'[elle] ait jamais aimé. » La mort de Cornford et d'autres amis dans les rangs républicains a probablement renforcé les sentiments anti-fascistes de Ross, et elle est restée en Espagne républicaine tout au long de la guerre comme correspondante de guerre pour le Daily Express.

### Journaliste et propagandiste
Durant toute la guerre civile espagnole, Ross a travaillé pour la branche londonienne   d’Espagne News-Agency. Cette agence a été accusée par George Orwell d'être une officine stalinienne diffusant de la propagande communiste pour affaiblir les factions anti-staliniennes parmi les Républicains espagnols,. Durant les journées de mai à Barcelone, en particulier, où les anarchistes et le POUM ont été écrasés par les troupes républicaines pro-staliniennes, Espagne News-Agency et le Daily Worker ont publié de fausses informations selon lesquelles les anarchistes préparaient un coup d'état et étaient secrètement alliés avec les fascistes.
Tout le personnel de l'agence — Ross y compris — étaient de loyaux agents du Komintern, l'organisation communiste internationale qui cherchait à créer une république soviétique mondiale. Parmi ceux-ci, on trouvait le journaliste hongrois Arthur Koestler, Willy Forrest, Mildred Bennett de Moscow Daily News et Claud Cockburn,,.
Ross et Cockburn se rapprochèrent à mesure que la guerre progressait. À cette époque, Cockburn était un membre important du Parti communiste de Grande-Bretagne. Dans les cing ans qui suivirent, il devint un des dirigeants du Komintern en Europe de l'Ouest. Tout en couvrant la guerre pour le Daily Worker en 1936, Cockburn s'était engagé dans le Cinquième régiment, et, quand il ne combattait pas, il rédigeait des reportages favorables au Parti communiste d'Espagne,.

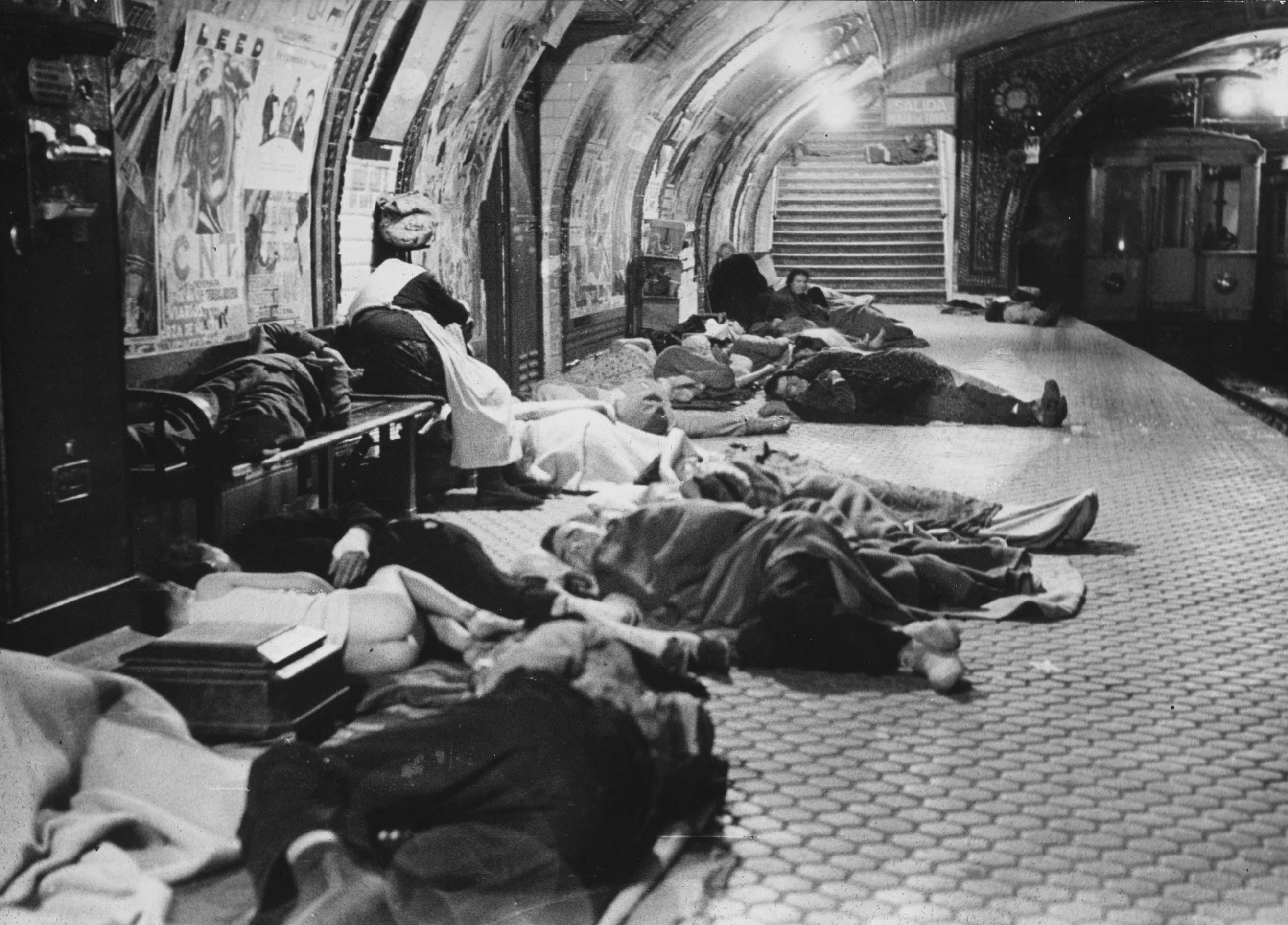
Ross a passé une grande partie de son temps dans Madrid assiégée. Beaucoup d'habitants se réfugiaient dans le métro pour se protéger des bombardements.

Pendant que Cockburn combattait avec le Cinquième régiment, Ross travaillait comme correspondante de presse pour le Daily Express. Quand il était sur le front, elle écrivait aussi ses articles à sa place « en imitant son style et en les envoyant sous son nom au Daily Worker, sans cesser d'envoyer les siens à l’Express. » Elle était accréditée auprès des défenseurs républicains de Madrid.
Parmi les autres correspondants étrangers à Madrid se trouvaient Herbert Matthews du New York Times, Ernest Hemingway de la North American Newspaper Alliance (en), Henry Tilton Gorrell (en) d'United Press International, Martha Gellhorn de Collier's et Josephine Herbst (en). Ross et les autres correspondants étrangers dinaient souvent dans la cave de Gran Via, le seul restaurant ouvert dans Madrid assiégée durant son bombardement incessant par les troupes franquistes. Des sentinelles armées gardaient l'entrée et nul ne pouvait y entrer sans carte de presse.

### Reportages sur le front sud
Début 1937, Ross, son ami Richard Mowrer du Chicago Daily News — beau-fils de la première femme d'Ernest Hemingway Hadley Richardson — et leur guide Constancia de la Mora voyagèrent en Andalousie sur le front sud. Ross et Mowrer rendirent compte des conditions de vie à Alicante, Málaga et Jaén. Une semaine avant leur arrivée, Jaén avait été bombardé par un escadron de Junkers 52 allemands. Au milieu des décombres, Ross rendit compte des victimes et interrogea des survivants, notamment des mères qui avaient perdu leurs enfants dans le bombardement. Elle alla ensuite jusqu'à Andújar, où elle interrogea en pleine bataille, au son des mitrailleuses, le colonel José Morales, un des commandants des armées du sud.
Après cette interview avec Morales, le convoi où elle se trouvait fut pris sous le feu ennemi, et, plus tard dans la soirée, fut bombardé par une patrouille aérienne fasciste. De la Mora se rappelait ce bombardement comme un des périls quotidiens auxquels étaient soumis Ross et les autres journalistes pro-républicains en reportage sur les lignes de front :
« In the dusk, I saw Mowrer and Jean Ross running down the road. I began to run. The sound of the planes, the low roar of the motors, filled my ears and head and heart and throat. I ran faster and faster ... Suddenly the whole mountain exploded with a noise so hideous, so vast, that the ear was not shaped to comprehend it. The ground where I lay trembled I felt it move against my body. The sound began to diminish ... Jean Ross and Mowrer came down the road. We made jokes. »
« Dans le crépuscule, j'ai vu Mowrer et Jean Ross courir sur la route. J'ai commencé à courir. Le bruit des avions, le faible rugissement des moteurs, remplissait mes oreilles et ma tête et mon cœur et ma gorge. J'ai couru de plus en plus vite. Soudain la montagne toute entière a explosé avec un bruit si horrible, si énorme que l'oreille n'était pas conçu pour le percevoir. Le sol où j'étais allongée tremblait, je le sentais bouger contre mon corps. Le bruit commença a diminuer... Jean Ross et Mowrer arrivèrent sur la route. Nous avons échangé des plaisanteries. »
Durant son séjour à Andújar, Ross survécut à neuf bombardements par les Junkers allemands, malgré le manque d'abri antiaérien. Mora a décrit Ross comme une journaliste sans peur qui s'était apparemment résignée à la mort et avait l'air « aussi naturelle que possible » quand les bombes se mettaient à tomber. Ses amis notèrent qu'elle « avait un air de calme rassurant ». Après ce reportage à Andújar, Ross continua sur le front à Cordoue et en Estremadure. Elle rendit compte de l'évolution de la guerre toute l'année suivante, souvent depuis le front.

### Chute de Madrid et retour en Angleterre
Fin 1938, enceinte de Cockburn, Ross a assisté aux derniers mois du Siège de Madrid et aux bombardements de la ville par l'aviation franquiste. Au moment de la chute de la ville, le 28 mars 1939, elle était repartie en Angleterre. Ses expériences de la guerre, particulièrement les atrocités dont elle avait été témoin et les amis qu'elle avait perdus au combat, renforcèrent ses convictions anti-fascistes
Soixante jour après la chute de Madrid, Ross donna naissance à une petite fille. Cette enfant, Sarah Caudwell, née le 27 mai 1939, fut le seul de son union avec Cockburn,. Certaines sources affirment que Ross n'a pas épousé Cockburn en raison de ses convictions politiques féministes, mais selon le droit britannique, Cockburn était encore marié avec sa première femme Hope Hale Davis (en) ; il ne pouvait pas épouser Ross sans se rendre coupable de bigamie. On ignore si Ross savait que Cockburn était encore légalement marié avec Davis. Plusieurs mois avant la naissance de leur fille, elle avait rempli un deed poll pour changer son nom pour celui de Cockburn.
En 1938 ou 1939, Cockburn a commencé une liaison clandestine avec l'Irlandaise Patricia Arbuthnot. En août 1939, il a quitté Ross et leur nouveau-né pour vivre avec celle-ci. Il n'a fait par la suite aucune mention de Ross dans ses mémoires. Après cet abandon, Ross n'a eu plus eu de partenaire masculin connu. Elle a plus tard déclaré à une connaissance : « avoir un homme autour de moi était comme avoir un crocodile dans son bain. »

## Fin de sa vie en Angleterre

### Seconde Guerre mondiale et après-guerre

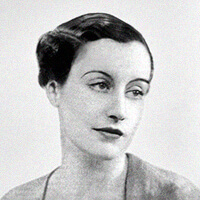
Ross dans les années 1940.

Peu avant le début de la Seconde Guerre mondiale, Ross, sa fille Sarah et sa mère Clara Caudwell (maintenant veuve) s'installèrent dans le Hertfordshire. Ross devint l'amie d'une vieille connaissance d'Isherwood, l'écrivain Edward Upward (en), et de sa femme Hilda Percival, qui avaient tous deux une vision du monde socialiste. Upward eut plus tard une liaison extra-maritale avec Olive Mangeot, rencontrée à des réunions du Parti communiste de Grande-Bretagne. Olive Mangeot, qu'Isherwood a décrit sous le nom de  Marvey Scriven dans  The Memorial (en) (1932) et sous celui de Madame Cheuret dans Lions and Shadows (1938), quitta finalement son mari, le violoniste André Mangeot, pour vivre à Gunter Grove dans la banlieue nord de Londres (Borough de Barnet), où elle invita Ross et sa fille à venir la rejoindre,,.
Pendant des années, Ross et Sarah ont vécu modestement comme pensionnaires d'Olive Mangeot à Gunter Grove,. Comme Ross, Mangeot avait vécu une vie de bohème apolitique dans sa jeunesse et s'était transformée avec l'âge en stalinienne convaincue, qui vendait le Daily Worker et participait activement à divers cercles d'extrême-gauche. Selon Isherwood, Mangeot, Ross et leur cercle d'amis refusaient de fréquenter les trotskistes et les autres communistes qui avaient dévié de la ligne stalinienne du parti.

### Parentalité et activités socialistes
Pour le reste de sa vie, Ross se consacra à l'avancement du socialisme et à l'éducation de sa fille Sarah. Pour lui fournir l'éducation la plus avantageuse, elle s'installa en Écosse. En 1960, elles revinrent à Barnes pour que Sarah puisse aller à l'Université d'Oxford. Elles vécurent avec le sœur invalide de Ross, Margaret "Peggy" Ross, une sculptrice et peintre qui avait étudié à la Liverpool School of Art (en). A cette époque, Ross prenait soin à la fois de sa sœur Peggy — dont la mobilité était entravée par une sévère arthrite — et de sa mère Clara, qui avait fait un grave AVC. Sous la tutelle de sa mère, Sarah fut une des premières étudiantes à rejoindre l'Oxford Union Society et à y prendre la parole. Elle a ensuite enseigné le droit à Oxford, est devenue cadre supérieure à la Lloyds Bank, puis une célèbre autrice de romans policiers,.
Pendant que Sarah était à Oxford, Ross continuait à avoir des activités politiques comme la lutte contre les armes nucléaires, contre l'Apartheid en Afrique du Sud et contre la Guerre du Viêt Nam,,. Même à la fin de sa vie, elle  continué à vendre le Daily Worker dans son quartier et à militer pour les campagnes politiques en cours. Les personnes qui l'ont rencontrée à cette époque ont noté qu'elle était marquée par ses épreuves et ses difficultés économiques. Elle avait peu de vêtements et encore moins d'argent. Son ami John Sommerfield (en) a écrit :
« She seemed burned out ... with bruise marks under her eyes and lines of discontent round her mouth; her once beautiful black hair looked dead, and she wore too much make-up, carelessly applied. Only her voice was the same, a rapid, confiding drawl full of italics. She was still using the slang and political cliches of her youth, and trying to shock with a freedom of speech that now was taken for granted. »
« Elle semblait épuisée... avec des poches sous les yeux et des rides amères autour de la bouche ; ses beaux cheveux noirs de jadis avaient l'air morts et elle portait trop de maquillage, appliqué sans art. Seule sa voix était la même, une voix trainante rapide et confiante pleine d'italiques. Elle utilisait encore l'argot et les clichés politiques de sa jeunesse et essayait de choquer avec une liberté de parole qui était maintenant parfaitement admise. »
Ross et Isherwood se sont rencontrés pour la dernière fois peu avant sa mort. Dans son journal à la date du 24 avril 1970, il raconte leur dernière réunion à Londres :
« I had lunch with Jean Ross and her daughter Sarah [Caudwell], and three of their friends at a little restaurant in Chancery Lane. Jean looks old but still rather beautiful and she is very lively and active and mentally on the spot—and as political as ever ... Seeing Jean [again] made me happy; I think if I lived here I'd see a lot of her that is—if I could do so without being involved in her communism. »
« J'ai déjeuné avec Jean Ross et sa fille Sarah [Caudwell], et trois de leurs amis, dans un petit restaurant de Chancery Lane. Jean paraît vieille, mais encore plutôt belle et elle est très vivante et active et mentalement affutée — et plus politisée que jamais... Cela m'a rendu heureux de la [re]voir ; je pense que si je vivais ici je la verrais souvent — c'est-àdire, si je pouvais le faire sans être impliqué dans son communisme. »
Le 27 avril 1973, Ross est morte chez elle à Richmond, d'un cancer du col de l'utérus à 61 ans,,. Elle a été incinérée à East Sheen.

## Opinion surSally BowlesetCabaret

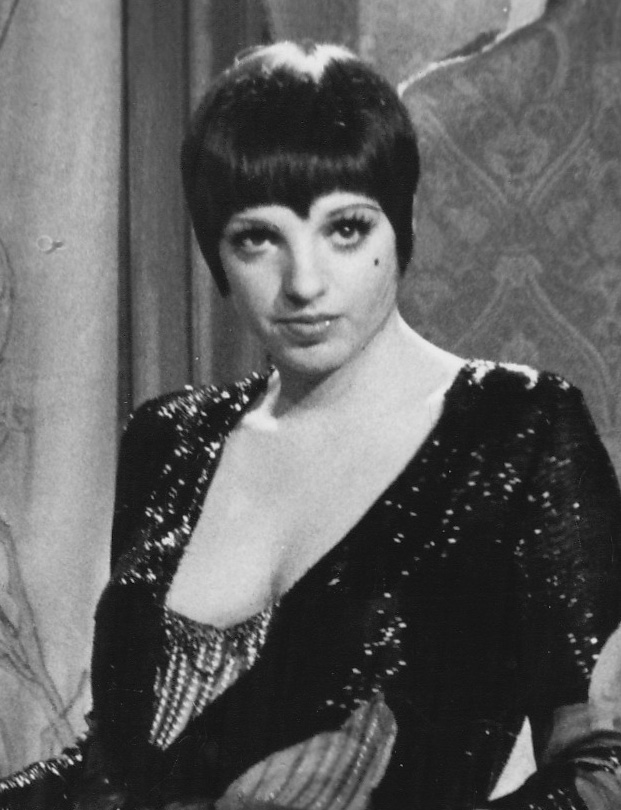
Liza Minnelli dans le rôle de Sally Bowles dans le film de 1972 Cabaret. Ross n'aimait pas la façon dont l'élégante Sally Bowles avait été transformée en une vulgaire vamp.

Selon sa fille Sarah Caudwell, Jean Ross détestait son assimilation au personnage creux de Sally Bowles (en). Elle jugeait que l'indifférence politique attribuée à celle-ci ressemblait beaucoup plus à celle d'Isherwood et de ses hédonistes amis,, dont beaucoup « voletaient à travers la ville en s'exclamant à quel point les SA avaient l'air sexy dans leurs uniformes,. » Le jugement de Ross sur les opinion d'Isherwood est en partie confirmé par le biographe de celui-ci, Peter Parker, qui écrit qu'Isherwood était « le moins politisé » du groupe d'Auden (en) dans le Berlin de Weimar et Auden lui-même a noté que le jeune Isherwood « n'avait aucune opinion [politique] sur quelque sujet que ce soit. ».
Selon Caudwell, Ross détestait encore plus le personnage de  Sally Bowles en raison de ses convictions féministes. La description d'Isherwood est basée sur une convention littéraire selon laquelle « une femme doit être vertueuse (dans le sens sexuel du terme) ou [être] une pétasse. Donc Sally, qui n'est clairement pas vertueuse, doit être une pétasse pour dépendre pour son existence de la fourniture de plaisir sexuel ». Un tel rôle « aurait paru à Ross le déni ultime de [sa] liberté et de [son] émancipation. ».
Par-dessus tout, Ross reprochait à Sally Bowles (en) la description des préjugés antisémites de son héroïne,. Dans le récit de 1937, Bowles se lamente d'avoir dû coucher avec « horrible vieux juif » pour trouver de l'argent. Caudwell a déclaré que de tels préjugés raciaux « auraient été aussi étrangers au vocabulaire de [sa] mère qu'une phrase en swahili ; elle n'avait pas de passion plus enracinée que sa répugnance pour le racisme et donc, dès le départ, pour le fascisme. ». En raison de son aversion inébranlable pour le fascisme, Ross a été furieuse de la façon dont Isherwood l'a décrite comme inconsidérément alliée dans ses croyances « avec les attitudes qui allaient mener à Dachau et Auschwitz ». Au début du XXIe siècle, certains auteurs ont avancé que les remarques antisémites de Sally Bowles reflètent les préjugés d'Isherwood, qui sont avérés,. Dans sa biographie,  Peter Parker déclare : « Isherwood se révèle assez antisémite pour que ses romans berlinois aient dû être corrigés quand ils ont été republiés après la guerre. ».
Isherwood n'a jamais confirmé publiquement que Ross avait été son modèle pour Sally Bowles avant sa mort. Certaines de leurs connaissances mutuelles ont été moins discrètes. Ross a dit que son ancien compagnon Claud Cockburn avait laissé entendre à ses amis de la presse qu'elle avait inspiré le personnage. En 1951, le poète Stephen Spender a confirmé dans son autobiographie World Within World que Bowles était basée sur une personne réelle, et aussi que l'avortement du récit était un fait réel. Plus tard, Gerald Hamilton (en), qui avait inspiré à Isherwood le personnage de Mr Norris, a identifié Ross à Sally Bowles à l'occasion d'un affrontement avec Cockburn,. En conséquence, lorsque la comédie musicale Cabaret a remporté un grand succès à la fin des années 1960, les journalistes — particulièrement ceux du Daily Mail — ont recherché Ross et l'ont accablée de questions intrusives.
Ross a refusé de parler de ses mésaventures sexuelles dans le Berlin de Weimar avec les journalistes. Caudwell a dit que les questions incessantes des journalistes « étaient invariablement décevantes pour les deux partis ; les journalistes voulaient toujours parler de sexe », tandis que Ross « voulait parler de politique ». Ross a remarqué que les reporters disaient souvent qu'ils voulaient des informations « sur le Berlin des années 1930 », mais qu'ils ne souhaitaient pas « en avoir sur le chômage ou la pauvreté ou les défilés des Nazis dans les rues — tout ce qu'ils voulaient savoir était avec combien d'hommes j'avais couché,. » Ross se mettait en colère quand les reporters attribuaient ses nombreuses liaisons à ses convictions féministes : « Ils demandaient si j'étais féministe. Évidemment, je le suis, chéri. Mais ils ne pensent pas que le féminisme est une question sexuelle, non ? C'est une question économique. »
Ross a toujours refusé les invitations à voir Cabaret ou une de ses adaptations,. Son ambivalence à propos du succès populaire de Cabaret n'était pas unique parmi les amis d'Isherwood : Stephen Spender a dit que Cabaret passait sous silence la pauvreté écrasante de la Berlin de Weimar, et il a noté plus tard qu'il n'y avait « pas un seul repas ou club dans le film Cabaret que Christopher et moi aurions pu nous offrir ». Spender et Ross ont souvent dit que les récits d'Isherwood's rendaient glamour et déformaient les dures réalités de la vie berlinoise dans les années 1930. Selon Ross, « l'histoire [d'Isherwood] était vraiment, vraiment différente de ce qui s'était passé en vrai. » Elle concédait cependant l'exactitude de la description de leur petit groupe d'expatriés britanniques comme des libertins à la recherche du plaisir : « Nous étions tous absolument opposés aux standards bourgeois de la génération de nos parents. C'est ce qui nous amenait à Berlin. Le climat y était plus libre. »

## Portraits et postérité

### Version d'Isherwood

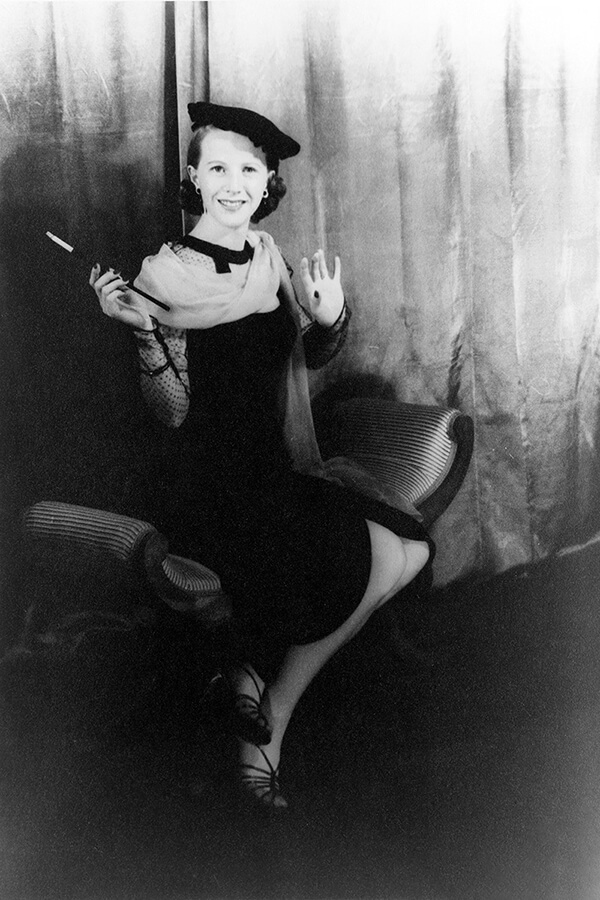
Julie Harris dans le rôle de Sally Bowles dans I Am a Camera en 1952.

Sally Bowles, le personnage inspiré par Jean Ross, a été interprétée par de nombreuses actrices : Julie Harris dans l'adaptation théâtrale de Goodbye to Berlin en 1951, I Am a Camera, et dans le film tiré de cette pièce en 1955, Une fille comme ça ; Jill Haworth dans la production originale de la comédie musicale Cabaret à Broadway en 1966 ; Judi Dench dans la production britannique de 1968 à West End ; Liza Minnelli dans le film de Bob Fosse de 1972  Cabaret, adapté de la comédie musicale ; et Natasha Richardson dans la reprise de 1998 de Cabaret à Broadway.
En 1979, le critique Howard Moss (en) a noté la résilience du personnage de Sally Bowles : « Cela fait presque cinquante ans que Sally Bowles a partagé une recette de Prairie oyster (en) avec Herr Issyvoo dans un vain effort de soigner une gueule de bois » et pourtant le personnage vit encore à travers ses incarnations successives « de récit en pièce de théâtre, en film, en comédie musicale et en film musical. ». Moss attribuait l'attrait permanent du personnage à l'aura d'innocence sophistiquée qui imprègne sa description par Isherwood et celle de la Berlin de Weimar, où « l'inconvenant et le laid » sont soit désaccentués soit rendus agréables pour le spectateur.
Selon la critique contemporaine Ingrid Norton, Sally Bowles a plus tard inspiré à Truman Capote Holly Golightly, le personnage principal de son roman Petit Déjeuner chez Tiffany,. Norton a déclaré que la Sally Bowles d'Isherwood était le modèle essentiel du personnage de Capote et que des scènes et des dialogues de son roman de 1958 avaient leur équivalents directs dans la nouvelle d'Isherwood de 1937. Capote, qui admirait les romans d'Isherwood, était devenu son ami à New York à la fin des années 1940.

### Christopher et Heinz

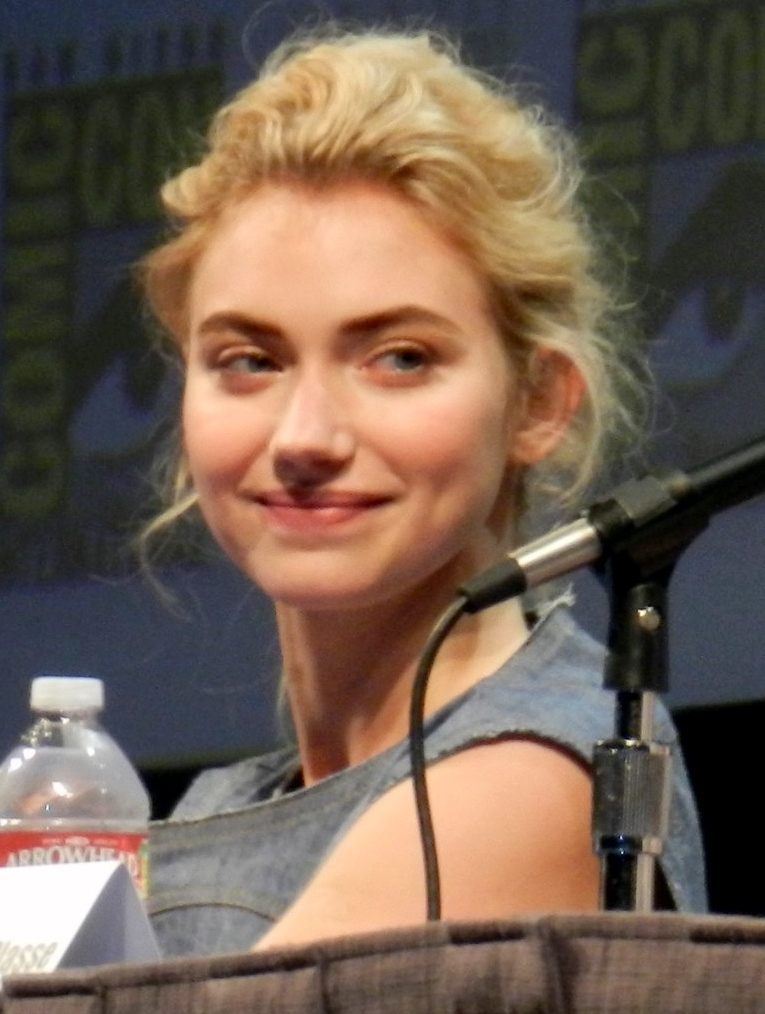
Imogen Poots joue Ross dans Christopher et Heinz (2011).

En 2011, l'actrice britannique Imogen Poots a interprété Jean Ross dans le téléfilm Christopher et Heinz, où elle donne la réplique à Matt Smith dans le rôle de Christopher Isherwood. Poots a essayé de montrer la personnalité de Ross comme « d'une fragilité convaincant sous des couches de pose », sans souhaiter en faire une chanteuse de talent. Poots a déclaré que si « Jean avait été aussi bonne que ça, elle n'aurait pas perdu son temps avec Isherwood dans les cabarets de la République de Weimar, elle aurait peut-être déjà été en route pour la vie qu'elle rêvait à Hollywood. »

### These Foolish Things
En plus d'avoir inspiré le personnage de Sally Bowles, Ross est créditée d'avoir inspiré une des chansons d'amour les plus marquantes du XXe siècle, These Foolish Things (Remind Me of You). Bien qu'Hermione Gingold, l'épouse de son parolier Eric Maschwitz (en), ait affirmé dans son autobiographie que la chanson avait été écrite pour elle ou pour l'actrice Anna May Wong, elle est contredite par l'autobiographie de Maschwitz lui-même. Celui-ci parle des « souvenirs éphémères d'un jeune amour » et la plupart des sources — dont l’Oxford Dictionary of National Biography — considèrent que c'est sa liaison romantique avec Jean Ross, alors chanteuse de cabaret, qui lui a inspiré cette chanson,.